# Miasta w Angoli
Według danych pochodzących z Simple Maps, Angola posiada 2 miasta liczące w zespołach miejskich ponad 1 milion mieszkańców. Stolica kraju Luanda jako jedyne miasto liczy ponad  5 milionów mieszkańców. Angola posiada także 6 miast z ludnością 100÷500 tys. i 5 miast z ludnością 50÷100 tys. Pozostałe miasta liczą poniżej 50 tys. mieszkańców. 

## Największe miasta w Angoli
Największe miasta w Angoli według liczebności mieszkańców (stan na 2017):
| L.p. | Miasto            | Prowincja      | Liczba ludności |
| ---- | ----------------- | -------------- | --------------- |
| 1.   | Luanda            | Luanda         | 5 172 900       |
| 2.   | Huambo            | Huambo         | 1 100 000       |
| 3.   | Lobito            | Benguela       | 207 932         |
| 4.   | Benguela          | Benguela       | 151 226         |
| 5.   | Moçâmedes         | Namibe         | 132 900         |
| 6.   | Malanje           | Malanje        | 125 856         |
| 7.   | Lubango           | Huíla          | 125 632         |
| 8.   | Kuito             | Bié            | 114 286         |
| 9.   | Kabinda           | Kabinda        | 91 791          |
| 10.  | Capenda-Camulemba | Lunda Północna | 80 000          |

## Alfabetyczna lista miast w Angoli
(czcionką pogrubioną wydzielono miasta powyżej 1 mln)
- Ambriz
- Andulo
- Baía Farta
- Bailundo
- Balombo
- Benguela
- Bibala
- Caála
- Cacolo
- Cacuso
- Cafunfo
- Caimbambo
- Calandala
- Calenga
- Calulo
- Caluquembe
- Camabatela
- Camacupa
- Cambundi
- Candjimbe
- Cangumbe
- Capelongo
- Capulo
- Catabola
- Catacanha
- Catchiungo
- Catumbela
- Caxita Cameia
- Caxito
- Cazaje
- Cazombo
- Chipindo
- Colui
- Conda
- Cuango-Luzamba
- Cubal
- Cuchi
- Cuima
- Cuimba
- Cuito Canavale
- Cuvelai
- Dala
- Dombe Grande
- Dongo
- Dundo
- Ekunha
- Folgares
- Gabela
- Galo
- Ganda
- Golungo Alto
- Huambo
- Kabinda
- Kuito
- Lândana
- Leúa
- Lobito
- Longonjo
- Luacano
- Luanda
- Luau
- Lubango
- Lucapa
- Luena
- Luimbale
- Malanje
- Malembo
- Maludi
- Matala
- M’banza-Kongo
- Menongue
- Mucussueje
- Muginga
- Mulondo
- Mungo
- Mussende
- Mussuco
- Moçâmedes
- N’dalatando
- Negage
- Nharea
- Nzagi
- N’zeto
- Ondjiva
- Porto Amboim
- Quicombo
- Quilengues
- Quimavongo
- Quimbele
- Quipungo
- Saco
- Saurimo
- Songo
- Soyo
- Sumbe
- Tchindjenje
- Tombua
- Uíge
- Uku
- Ukuma
- Waku-Kungo
- Xangongo